# Marian Albiński

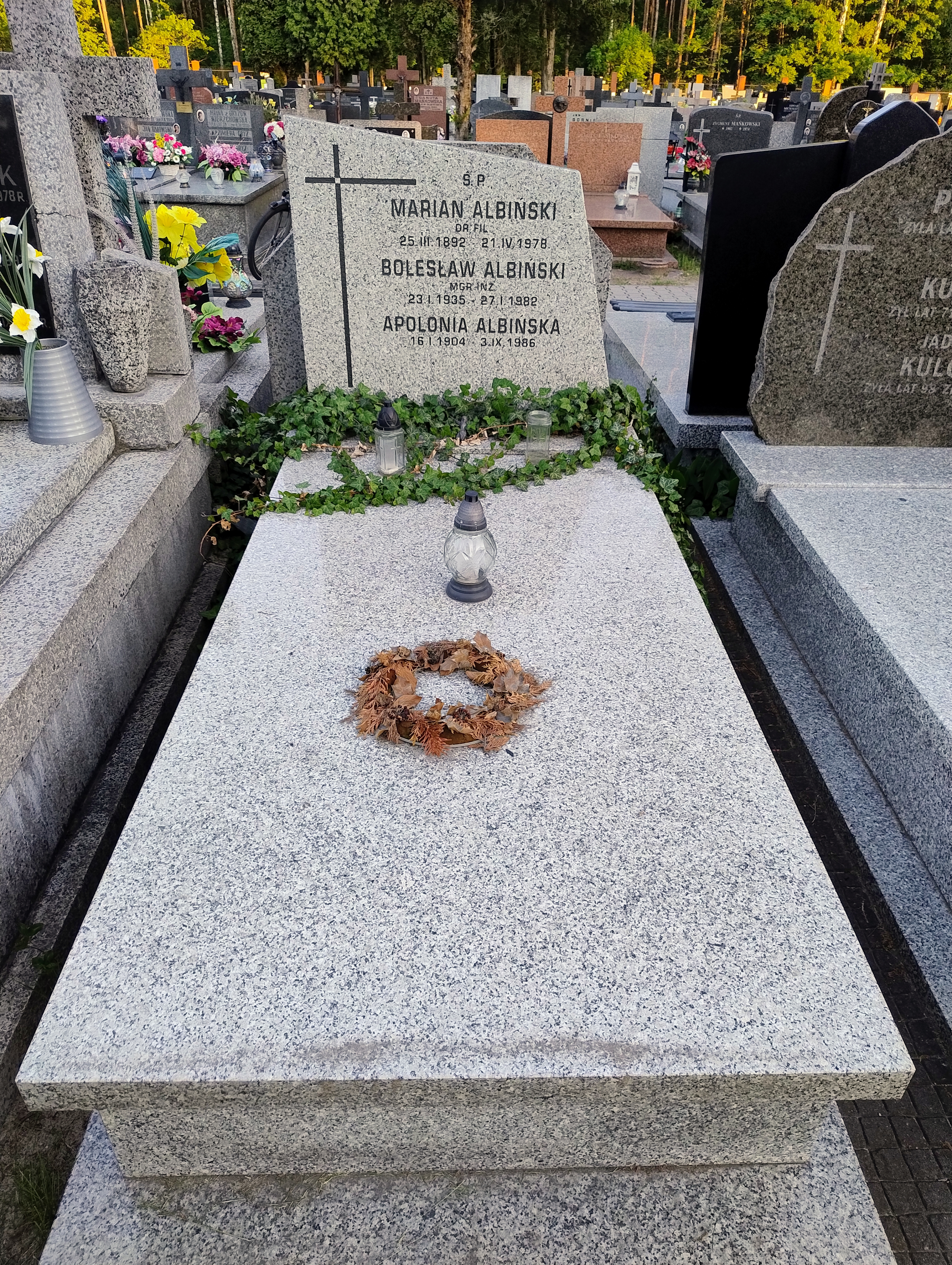
Grób Mariana Albińskiego

Marian Włodzimierz Albiński (ps. Ajaks, ur. 1892 w Krakowie, zm. 21 kwietnia 1978) – polski polonista, pedagog, literaturoznawca, krytyk literacki, dziennikarz, major Wojska Polskiego, autor prac dotyczących zastosowania psychoanalizy w badaniach literackich, działacz społeczny i regionalny związany z Wawrem.

## Życiorys
Syn Stanisława Albińskiego, mierniczego. Uczęszczał najpierw do IV Gimnazjum w Krakowie, do tej samej klasy co Stefan Banach i Witold Wilkosz, a potem do Gimnazjum im. Sobieskiego. Studiował na Wydziale Filozoficznym Uniwersytetu Jagiellońskiego w latach 1910/1911–1913/1914. Podczas studiów otrzymał nagrodę Akademii Umiejętności w Krakowie. Odbywał podróże naukowe do Monachium, Bregencji, Wiednia, Zurychu, Lucerny, Padwy, Florencji, Rzymu i Neapolu. Uczestniczył w ruchu wolnościowym i należał do Polskich Drużyn Strzeleckich, najpierw w Wiedniu, potem w Krakowie. Po powrocie z Włoch oddał się do dyspozycji władz drużyn strzeleckich i po wybuchu I wojny światowej ruszył na front razem z I Brygadą Legionów Polskich. Po zajęciu Kielc przez Piłsudskiego wspólnie z Leonem Wasilewskim i Gustawem Daniłowskim wszedł w skład redakcji „Dziennika Urzędowego Komisariatu Wojsk Polskich w Kielcach”. W 1917 roku został powołany do Komisji Wojskowej Tymczasowej Rady Stanu w Warszawie.
W 1922 roku otrzymał tytuł doktora filozofii na Uniwersytecie Warszawskim. W 1924 roku przydzielony został do Wydziału Indywidualizacji Żołnierza w Ministerstwie Spraw Wojskowych. Potem kierował referatem oświatowo-kulturalnym w Dowództwie Okręgu Korpusu nr 1 w Warszawie.
W 1924 roku wspólnie z Ludwikiem Jekelsem przetłumaczył Trzy rozprawy z teorii seksualnej Freuda. Współpracował z czasopismem „Polska Zbrojna”. W latach 1937–1939 wydawał i redagował regionalny miesięcznik historyczno-społeczny „Na Straży”. Należał do Towarzystwa Naukowego Warszawskiego.
Podczas II wojny światowej wspólnie ze Stanisławem Krupką zorganizował szkołę zawodową w Wawrze, będącą jednocześnie zakonspirowaną szkołą ogólnokształcącą. Był również kustoszem Regionalnego Muzeum Pamiątek, funkcjonującego w Wawrze od listopada 1943 roku.
Odznaczony Krzyżem Niepodległości. Pochowany został na cmentarzu w Marysinie Wawerskim.

## Wybrane prace
- Józef Korzeniowski jako pisarz dramatyczny. „Przewodnik Naukowy i Literacki. Dodatek do Gazety Lwowskiej” 40 (3), s. 243–256, 1912
- Zofiówka tłem romansu Słowackiego. „Wieś Illustrowana” 8, s. 26–30, 1913
- Wstęp do badań estetycznych nad powieścią polską. Krytyka techniki powieściowej w świetle estetyki Teodora Lippsa. „Sztuka” 5 (19), s. 21–27, 1914
- „Symbole niewoli i zmartwychwstania narodu w twórczości Stanisława Wyspiańskiego” W: Marian Albiński, Henryk Juszkiewicz. Stanisław Wyspiański o nocy niewoli i wstającym dniu jedności narodowej. Kraków: K. Wojnar, 1916
- Hamletowy czyn Wyspiańskiego (Przyczynek do autobiografji poety). „Pro Arte” 5 (1), s. 5–9, 1919
- O badaniach psychoanalitycznych w Polsce. „Kurjer Warszawski” nr 356 (wydanie wieczorne 30.12.1922) s. 3
- Stan badań psychoanalitycznych w zakresie twórczości literackiej. „Przegląd Humanistyczny” nr 1-2, s. 3–22, 1923
- Wojsko a społeczeństwo. Luźne uwagi na podstawie psychologji dezerterów i nerwic wojennych. „Polska Zbrojna” 3 nr 36, s. 4, 1923
- Wojsko a społeczeństwo (Dokończenie). „Polska Zbrojna” 3 nr 37, s. 4, 1923
- Przyczynki do pracy psychologiczno-wychowawczej. „Lekarz Wojskowy” 12, 1924
- Warunki i potrzeby pracy oświatowej w wojsku. „Polska Zbrojna” nr 21 s. 3, 1926
- Wojsko – szkołą charakterów. Warszawa, 1927
- Wyspiański o polskim żołnierzu. „Polska Zbrojna” nr 327, 1927
- O zdrowie moralne oficera. „Polska Zbrojna” nr 45, 1928
- Uwagi o kulturalnym życiu żołnierza w stolicy. „Polska Zbrojna” nr 285 s. 4, 1929
- O pedagogicznem zastosowaniu psychoanalizy. „Polskie Archiwum Psychologii” 3 (2), s. 133–141, 1930
- O wychowawczej roli wojska w społeczeństwie. „Polski Obrońca” 4/5, s. 14–16, 1931
- Analiza uczuć w „Cydzie” Corneille′a: przyczynek do podstaw psychicznych twórczości Wyspiańskiego. „Pamiętnik Literacki” 32, s. 285-231, 1935
- Karczma Wawer w przeszłości i teraźniejszości. „Polska Zbrojna” 4, s. 6, 1937
- Wspomnienia o Banachu i Wilkoszu. „Wiadomości Matematyczne” 19, s. 133–135, 1976